# الإسلام في ليبيريا
يشكل المسلمون في ليبيريا 12.8% من عدد السكان. إن الغالبية العظمى من المسلمين هم من أهل السنة والجماعة مع وجود قليل للشيعة. الجماعات العرقية المسلمة الأساسية هم شعب فاي، ماندينكا، غباندي، وكبيلي. من الناحية التاريخية فإن المسلمين في ليبيريا يتمتعون بحرية العبادة منعزلين عن باقي المناطق المجاورة حتى انهيار إمبراطورية سونغاي في مالي في القرن السادس عشر. الممارسات الدينية تختلف من مدينة إلى أخرى في جميع أنحاء البلاد. الليبريين الصغار لاسيما في المدن على طول الساحل تميل إلى أن تكون أكثر علمانية ولكن لا تزال تمارس الإسلام في الحياة اليومية. في الريف فإن المسلمين هم أكثر تحفظاً في الملابس المحتشمة وأداء الصلوات وحضور الدراسات الدينية. تمت مقارنة ممارسة الإسلام في ليبيريا بالطرق الصوفية في السنغال وغامبيا. يتم الاحتفال سنويا بالأعياد الإسلامية الكبرى مثل عيد الفطر، شهر رمضان، وعيد الأضحى، بدأ الناس في القيام بفريضة الحج إلى مكة المكرمة في السنوات الأخيرة. أعيد بناء وفتح الجامعات والمدارس الدينية في العاصمة مونروفيا وباقي المدن والقرى التي تقوم بتدريس تعاليم الشريعة الإسلامية باللغتين الإنجليزية والعربية. المسيحيون الأوائل في ليبريا وصلوا يوم 7 يناير 1822.

## تشارلز تايلور
قرر الرئيس تشارلز تايلور الاهتمام بالمسلمين لأسباب سياسية. وتايلور هو حليف للزعيم الليبي معمر القذافي، وذلك لأنه كان قد تدرب في ليبيا قبل أن يعود إلى ليبيريا. أرسلت حكومة تايلور 220 مسلم إلى مكة للحج في عام 2001 وقدم للمجلس الإسلامي مبنى بارز في مونروفيا وتعيين ساعتين من الإذاعة الوطنية الأسبوعية لتقديم برامج ذات الصلة بالإسلام.

## تدمير المساجد

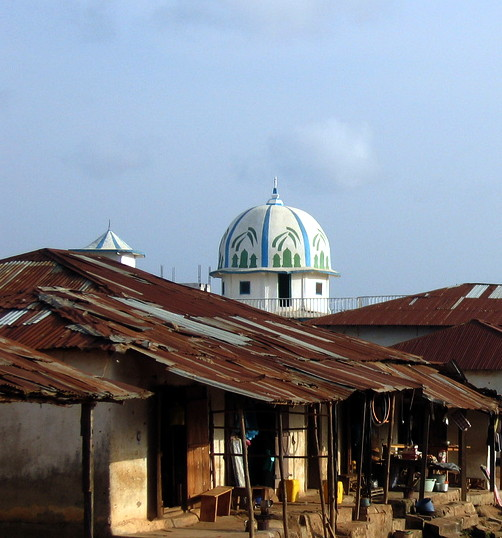
مسجد فوينجاما

دمرت القوات الحكومية وقوات المتمردين المعارضة نتيجة للحرب الأهلية في ليبريا المدارس الدينية والمباني وأماكن العبادة في جميع أنحاء البلاد في المدن والبلدات والمناطق الحضرية والريفية على حد سواء. كما ارتكبت مذابح عديدة بالقرب من المساجد والمدارس. وقد كانت المذبحة الأكثر همجية وبشاعة من بين هذه جميعاً مذبحة باكيردو الشهيرة في مقاطعة لوفا التي حدثت في تاريخ 12 يوليو 1990. قتل أكثر من 400 من المدنيين أثناء هذه المذبحة، وقد أحرق تشارلز تايلور من الجبهة الوطنية ا لليبيرية في وقت لاحق من ذلك حياً سكنياً في إحدى المدن. لا تزال المباني المدمرة قائمة، لكنها قائمة على أساسات غير متينة ومتضررة ومصابة بأعيرة نارية. أدى هذا التدمير إلى فرار العديد من أتباعه المخلصين من بلداتهم ومدنهم وقراهم إلى مخيمات اللاجئين في سيراليون وغانا والبلدان المجاورة الأخرى. ولكن الأمر لم يَقف عند هذا الحد، فقد دُمرت العمارة الإسلامية الفريدة التي تمثل مزيجاً بين ليبيريا التقليدية وغرب أفريقيا والتصاميم والأنماط المعمارية العربية دون أي رحمة. اشترك في السنوات الأخيرة ليبيريو الشتات في الخارج والليبريون في ليبريا في مشاريع مشتركة لإعادة بناء وتمويل إعادة بناء المساجد في العديد من البلدات في الريف.

## الألفية الثالثة
قد أقامت بعض الدول الإسلامية مثل الكويت والإمارات العربية المتحدة وغيرهما علاقات دبلوماسية مع ليبيريا. تقدم المنظمات الإسلامية المساعدة للمسلمين الذين يُريدون الذهاب إلى مكة لأداء فريضة الحج. وقد دعا وزير الإعلام لورينس ك. بروبليه إلى الاحتفال بالأعياد غير المسيحية باعتبارها أعياداً وطنية مثل عيد الأضحى، كما اقترح أيضاً إنشاء مجلس استشاري ديني يُمثل جميع الديانات الكبرى التي تمارس في ليبيريا لتقديم المشورة إلى الرئيس. لكن زعماء الميثودية نددو بتعليقات بروبليه واتهموه بتأجيج التوتر بين الأديان.
29/11/2020 أعلن مجموعة من المسلمين في "جمهورية ليبيريا" عن البدء في إنشاء أول مركز إسلامي قرآني في مدينة "باسا" الذي سيشتمل على مسجد كبير ومدرسة قرآنية داخلية.